# منتخب أذربيجان تحت 23 سنة لكرة القدم للرجال
منتخب أذربيجان تحت 23 سنة للرجال لكرة القدم (بالأذرية: 23 yaşadək futbolçulardan ibarət Azərbaycan yığma komandası)‏ هو ممثل أذربيجان الرسمي في المنافسات الدولية في كرة القدم في فئة كرة قدم تحت 23 سنة للرجال، يديريه اتحاد أذربيجان لكرة القدم.